# Antoine Froment
Antoine Froment (* 1509 in Mens, Dauphiné; † 6. November 1581 in Genf) war ein Genfer Geistlicher und Prediger sowie Chronist. Er gehörte zu den Reformatoren in der Schweiz und war ein Schüler Guillaume Farels.

## Leben
Als Schüler Guillaume Farels begleitete Antoine Froment diesen 1530, als er in Neuenburg und im Berner Jura predigte. Nach einer kurzen Zeit als Pfarrer in Yvonand, übernahm er 1532 Farels Stelle in Genf, nachdem dieser von dort vertrieben worden war. Dort hielt er, nachdem der Stadtrat das Predigen in Häusern verboten hatte, am 1. Januar 1533 vor einer riesigen Menschenmenge eine Predigt auf dem Place du Molard. Zwischenzeitlich wurde er aus Genf vertrieben, kehrte aber wieder Ende des Jahres zurück um in einer Disputation gegen den Dominikaner Guy Furbity anzutreten. In den restlichen 30er Jahren wirkte er als Reformator und Pfarrer an verschiedenen Orten, die meist zum Einflussbereich Berns gehörten. Seine Kritik an der Haltung Berns gegenüber dem Augsburger Interim und eine Anklage wegen Handelsgeschäften im geistlichen Amt führten schließlich 1549 zu seiner Absetzung. Danach zog Antoine Froment wieder nach Genf und half dort Franz Bonivard beim Abfassen der Stadtchroniken. Er wurde 1552 Notar und erhielt im darauffolgenden Jahr das Bürgerrecht. In den nächsten Jahren verfasste er seine Memoiren ("Actes et gestes merveilleux de la cité de Genève"), deren Veröffentlichung ihm jedoch untersagt wurde. 1559 wurde er in den Rat der 200 gewählt und dann aber 1562 wegen Ehebruch zu einer 10-jährigen Verbannung verurteilt. Nach seiner Verbannung kehrte er wieder nach Genf zurück und erhielt 1574 erneut eine Stelle als Notar.
Froment heiratete 1533 Marie Dentière, die ebenfalls eine Reformatorin war, und nach deren Tod 1561 Marie Blanc.